# Черіл Джонс
Черіл Джонс (англ. Cheryl Jones; нар. 3 травня 1964) — колишня американська тенісистка.
Найвищу одиночну позицію світового рейтингу — 250 місце досягла 28 вересня, 1987, парну — 91 місце — 7 листопада, 1988 року.
Здобула 1 парний титул туру WTA.

## Фінали Туру WTA

### Парний розряд (1–0)
| Результат | Дата          | Турнір           | Покриття | Партнерка     | Суперниці                      | Рахунок       |
| --------- | ------------- | ---------------- | -------- | ------------- | ------------------------------ | ------------- |
| Перемога  | 7 грудня 1987 | Brasil Open 1987 | Тверде   | Катріна Адамс | Джилл Гетерінгтон Мерседес Пас | 6–4, 4–6, 6–4 |